# Bub Carrington
Carlton Kaleel Carrington III, detto Bub (Baltimora, 21 luglio 2005), è un cestista statunitense, professionista nella NBA con gli Washington Wizards.

## Carriera
Dopo aver trascorso un anno in NCAA vestendo la casacca della University of Pittsburgh, viene scelto come quattordicesima scelta assoluta al draft NBA 2024 dai Portland Trail Blazers e, dopo un giro di scambi, finisce agli Washington Wizards.

## Statistiche
| Anno      | Squadra             | PG | PT | MP   | TC%  | 3P%  | TL%  | RP  | AP  | PRP | SP  | PP   |
| --------- | ------------------- | -- | -- | ---- | ---- | ---- | ---- | --- | --- | --- | --- | ---- |
| 2023-2024 | Pittsburgh Panthers | 33 | 33 | 33,2 | 41,2 | 32,2 | 78,5 | 5,2 | 4,1 | 0,6 | 0,2 | 13,8 |
| Carriera  | Carriera            | 33 | 33 | 33,2 | 41,2 | 32,2 | 78,5 | 5,2 | 4,1 | 0,6 | 0,2 | 13,8 |

### NBA

#### Regular Season
| Anno      | Squadra       | PG | PT | MP   | TC%  | 3P%  | TL%  | RP  | AP  | PRP | SP  | PP  |
| --------- | ------------- | -- | -- | ---- | ---- | ---- | ---- | --- | --- | --- | --- | --- |
| 2024-2025 | Wash. Wizards | 82 | 57 | 30,0 | 40,1 | 33,9 | 81,2 | 4,2 | 4,4 | 0,7 | 0,3 | 9,8 |
| Carriera  | Carriera      | 82 | 57 | 30,0 | 40,1 | 33,9 | 81,2 | 4,2 | 4,4 | 0,7 | 0,3 | 9,8 |

## Palmares
- ACC All-Rookie Team (2024)
- NBA All-Rookie Second Team (2025)